# 星野恒彦
星野 恒彦（ほしの つねひこ、1935年11月19日 - ）は、日本の俳人、英文学者。早稲田大学名誉教授。

## 略歴
東京生まれ。東京都立日比谷高等学校卒業。1959年早稲田大学第一文学部英文科卒業、同大学院文学研究科博士課程修了。立正大学教養部助教授、早稲田大学法学部教授。2003年退任、名誉教授。
1976年「れもん」に入会、多田裕計に師事。1980年「貂の会」に入り川崎展宏に師事。
2002年『俳句とハイクの世界』で俳人協会評論賞受賞。俳人協会理事（国際部長）、国際俳句交流協会副会長、「貂」代表。

## 著書
- 『連凧 句集』（永田書房） 1986
- 『麦秋 句集』（角川書店） 1992
- 『俳句とハイクの世界』（早稲田大学出版部） 2002
- 『詩句の森をゆく』（梅里書房） 2003
- 『邯鄲 句集』（角川書店） 2003
- 『俳句・ハイク 世界をのみ込む詩型』（本阿弥書店） 2013
- 『寒晴 句集』（角川学芸出版編、KADOKAWA） 2013

### 共著
- 『近代から現代への欧米文学の展開』（富田仁共著、かがりび書房） 1970

## 翻訳
- 『文化人類学入門』（E・B・タイラー、大社淑子, 塩田勉共訳、太陽社） 1973
- 『狩行俳句抄』（A・ピニングトン共訳、ふらんす堂） c2003
- 『四季の歓び 名句に英訳をそえて』（編著、A・ピニングトン共訳、じてん社出版部） 2009

## 論文
- <星野恒彦